# Sainte-Anne (Nuevo Brunswick)
Sainte-Anne es una parroquia canadiense situada en la provincia de Nuevo Brunswick.

## Superficie
Sainte-Anne tiene una superficie de 368,76 km².

## Demografía
En 2021, tenía 936 habitantes, una densidad poblacional de 2,5 hab./km², y 453 viviendas.